# Bertrand de Gourdon
Bertrand de Gourdon-Saint-Cirq (Gourdon (Lot), 2e helft van de 12e eeuw - na 1233) was een edelman en troubadour uit Quercy.

## Levensloop
Bertrand was een zoon van Fortanier I de Gourdon-Saint-Cirq, heer van Gourdon. Hij volgde zijn vader op nadat die in 1189 sneuvelde bij het beleg van Gourdon door het leger van Richard I van Engeland. Bertrand zwoer trouw als vazal van de koning van Frankrijk in 1211, 1226 en 1227. In februari 1233 trad hij toe tot de Confédération de Rocamadour, een verbond van ridders met als doel de roversbenden (routiers) die de streek onveilig maakten te bestrijden. Hij stierf na 1233. Zijn opvolger Fortanier II de Gourdon-Saint-Cirq was waarschijnlijk zijn zoon.

## Troubadour
Bertrand de Gourdon was een van de bekendste troubadours van zijn tijd. Hij schreef verschillende tenso's, liederen met woord en wederwoord van twee verschillende dichters. Een overgeleverde tenso is Totz tos afars es nienz (uit het Occitaans in het Frans vertaald als Tu n'as aucun talent / Jij hebt geen enkel talent) met Peire Raimon uit Toulouse als tegenstander.